# Tord Asle Gjerdalen
Tord Asle Gjerdalen, né le 3 août 1983 à Ringerike, est un fondeur norvégien. 
Il remporte deux médailles de bronze en individuel, sur le cinquante kilomètres en 2011 à Oslo et sur le quinze kilomètres libre en 2013 à Val di Fiemme. Lors de ces deux éditions, il participe aux victoires du relais norvégien. Devenu spécialiste des courses marathon depuis 2014, il remporte la Vasaloppet en 2021.

## Carrière
Représentant le club Fossum IL, il est inscrit à ses premières courses FIS en 2002. En 2003, il est médaillé d'argent en relais aux Championnats du monde junior à Sollefteå.
Il fait sa première apparition en Coupe du monde en février 2004 lors d'un sprint organisé à Trondheim (obtenant la 64e place, il ne parvient pas à passer le cap des qualifications). Gjerdalen s'illustre en novembre 2005 lors de son troisième départ en Coupe du monde en prenant la douzième place d'un 15 km en style classique se tenant à Beitostølen (Norvège). Répétant les performances parmi les vingt meilleurs fondeurs mondiaux avec notamment un premier top-10 obtenu en janvier 2006, il est sélectionné au sein de l'équipe norvégienne pour participer aux Jeux olympiques d'hiver de 2006 à Turin. Aligné sur la double poursuite et le 50 km départ groupé, le Norvégien ne fait pas mieux que 17e et 15e. Auparavant, il lui a été proposé à deux reprises d'intégrer l'équipe nationale, mais il a décliné l'offre priorisant ses études de médecine. En janvier 2007, il gagne sa première course dans le circuit continental de la Coupe de Scandinavie à Sjusjøen.
Le Norvégien franchit un palier au cours de la saison 2007/2008 et plus particulièrement lors du Tour de ski. Répétant les places d'honneur lors de celui-ci, il aborde la montée finale lors de la huitième et dernière étape en seconde position au classement général, alors seulement devancé par le Tchèque Lukáš Bauer. Il échoue finalement à la quatrième place de ce second Tour de ski. En fin de saison, il monte sur deux podiums terminant deuxième au 3,3 km libre de Bormio puis à la poursuite 30 km de Falun. En 2008-2009, il décroche son unique victoire en Coupe du monde en aidant le relais norvégien à s'imposer à La Clusaz. Aux Jeux olympiques d'hiver de 2010, à Vancouver, il ne peut améliorer ses résultats d'il y a quatre ans, ne faisant mieux que 19e sur le skiathlon.
En 2010-2011, il possède une huitième place comme meilleur résultat en Coupe du monde avant de se rendre aux Championnats du monde d'Oslo, où il remporte son premier titre mondial lors du relais. Le dernier jour de la compétition, il prend la troisième place du 50 km libre à six secondes de son compatriote Petter Northug.
Lors des Championnats du monde 2013, à Val di Fiemme, il remplace Martin Johnsrud Sundby malade lors du quinze kilomètres où il décroche à la surprise générale la médaille de bronze. Lors du relais il obtient aussi sa deuxième médaille d'or après 2011, il termine ses championnats lors du 50 km où il se classe douzième.
Il court son dernier grand championnat en 2014, aux Jeux olympiques de Sotchi, où il finit deux fois 21e. Il obtient une sixième place sur le Tour de ski cet hiver.
Il passe dans un autre circuit en 2014-2015, celui de Ski Classics, comportant des courses marathon, gagnant la Marcialonga. Il réédite sa victoire en 2016 et ajoute un succès à la course Toblach-Cortina.
En 2017 et 2018, il domine le classement général de Ski Classics, sortant vainqueur respectivement à La Sgambeda, Marcialonga et Toblach-Cortina ainsi que Kaiser-Maximilian-Lauf, La Diagonela, Toblach-Cortina et la Reistadløpet.
En mars 2021, il remporte la Vasaloppet en battant le record datant de 2012, par Jörgen Brink en 3 h 28 min 18 s.

## Vie personnelle
Ses frères Gjard et Njal ont également représenté la Norvège en ski de fond.

## Palmarès

### Jeux olympiques
| Édition / Épreuve | Sprint                           | Sprint                           | 15 km                            | 15 km                            | Poursuite / Skiathlon 2 × 15 km | 50 km                            | 50 km                            | Relais | Relais   |
| Édition / Épreuve | libre                            | classique                        | libre                            | classique                        | Poursuite / Skiathlon 2 × 15 km | libre                            | classique                        | Sprint | 4 × 10km |
| ----------------- | -------------------------------- | -------------------------------- | -------------------------------- | -------------------------------- | ------------------------------- | -------------------------------- | -------------------------------- | ------ | -------- |
| Turin 2006        | —                                | Épreuve inexistante à cette date | Épreuve inexistante à cette date | —                                | 17e                             | 15e                              | Épreuve inexistante à cette date | —      | —        |
| Vancouver 2010    | Épreuve inexistante à cette date | —                                | 28e                              | Épreuve inexistante à cette date | 19e                             | Épreuve inexistante à cette date | —                                | —      | —        |
| Sotchi 2014       | —                                | Épreuve inexistante à cette date | Épreuve inexistante à cette date | —                                | 21e                             | 21e                              | Épreuve inexistante à cette date | —      | —        |

### Championnats du monde
| Épreuve / Édition           | Sprint                           | Sprint                           | 15 km                            | 15 km                            | Poursuite / Skiathlon 2 × 15 km | 50 km                     | Relais | Relais               |
| Épreuve / Édition           | libre                            | classique                        | libre                            | classique                        | Poursuite / Skiathlon 2 × 15 km | 50 km                     | Sprint | 4 × 10 km            |
| Mondiaux 2009 Liberec       | -                                | Épreuve inexistante à cette date | Épreuve inexistante à cette date | -                                | 14e                             | 20e                       | -      | -                    |
| Mondiaux 2011 Oslo          | -                                | Épreuve inexistante à cette date | Épreuve inexistante à cette date | -                                | 17e                             | Médaille de bronze, monde | -      | Médaille d'or, monde |
| Mondiaux 2013 Val di Fiemme | Épreuve inexistante à cette date | -                                | Médaille de bronze, monde        | Épreuve inexistante à cette date | 12e                             | 6e                        | -      | Médaille d'or, monde |

### Coupe du monde
- Meilleur classement général : 4e en 2008.
- 8 podiums[5] :
  - 2 podiums en épreuve individuelle : 2 deuxièmes places.
  - 6 podiums en épreuve par équipes : 1 victoire, 3 deuxièmes places et 2 troisièmes places.

#### Classements par saison
| Saison/Classement | Saison/Classement | Général | Général | Distance | Distance | Sprint | Sprint | Tour de ski                      | Finales depuis 2008              | Nordic Opening depuis 2011       |
| ----------------- | ----------------- | ------- | ------- | -------- | -------- | ------ | ------ | -------------------------------- | -------------------------------- | -------------------------------- |
| Saison/Classement | Saison/Classement | Class.  | Points  | Class.   | Points   | Class. | Points | Tour de ski                      | Finales depuis 2008              | Nordic Opening depuis 2011       |
| 2006              | 2006              | 34e     | 157     | 22e      | 157      |        |        | Épreuve inexistante à cette date | Épreuve inexistante à cette date | Épreuve inexistante à cette date |
| 2007              | 2007              | 85e     | 39      | 51e      | 39       |        |        | —                                | Épreuve inexistante à cette date | Épreuve inexistante à cette date |
| 2008              | 2008              | 4e      | 692     | 9e       | 53       | 18e    | 13     | 4e                               | —                                | Épreuve inexistante à cette date |
| 2009              | 2009              | 40e     | 183     | 32e      | 125      | 66e    | 22     | 22e                              | —                                | Épreuve inexistante à cette date |
| 2010              | 2010              | 39e     | 197     | 35e      | 106      | 86e    | 11     | 13e                              | Abandon                          | Épreuve inexistante à cette date |
| 2011              | 2011              | 33e     | 237     | 24e      | 161      | 73e    | 16     | 16e                              | Abandon                          | —                                |
| 2012              | 2012              | 150e    | 3       | 96e      | 1        |        |        | —                                | —                                | 30e                              |
| 2013              | 2013              | 50e     | 143     | 41e      | 99       |        |        | 21e                              | 29e                              | —                                |
| 2014              | 2014              | 30e     | 258     | 36e      | 98       |        |        | 6e                               | —                                | —                                |

#### Tour de ski
- 4e place finale sur le Tour de ski 2007-2008.

### Ski Classics
- 1er du classement général en 2017 et 2018.
- 11 victoires :
  - La Marcialonga en 2015, 2016 et 2017.
  - Toblach-Tortina en 2016, 2017 et 2018.
  - La Sgambeda en 2016.
  - La Diagonela en 2018.
  - La Kaiser-Maximilian-Lauf en 2018.
  - La Reistadløpet en 2018.
  - La Vasaloppet en 2021.

### Championnats du monde junior
- Médaille d'argent au relais en 2003.

### Coupe de Scandinavie
- 4e du classement général en 2007.
- 7 podiums, dont 2 victoires.

### Championnats de Norvège
- Titré en 2009 sur la poursuite.